# Morelia spilota
Morelia spilota là một loài trăn trong họ Pythonidae. Loài này được Lacépède mô tả khoa học đầu tiên năm 1804. Loài này được tìm thấy ở Australia, New Guinea (Indonesia và Papua New Guinea), Quần đảo Bismarck và phía bắc Quần đảo Solomon. Nhiều phân loài được mô tả: ITIS liệt kê 6 phân loài, Reptile Database liệt kê 7 phân loài, còn IUCN liệt kê 8 phân loài.

## Hình ảnh

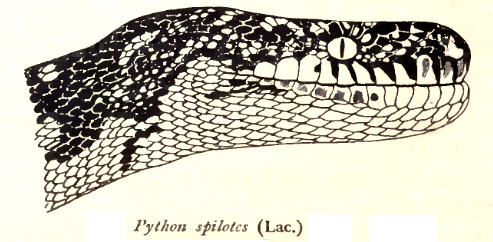
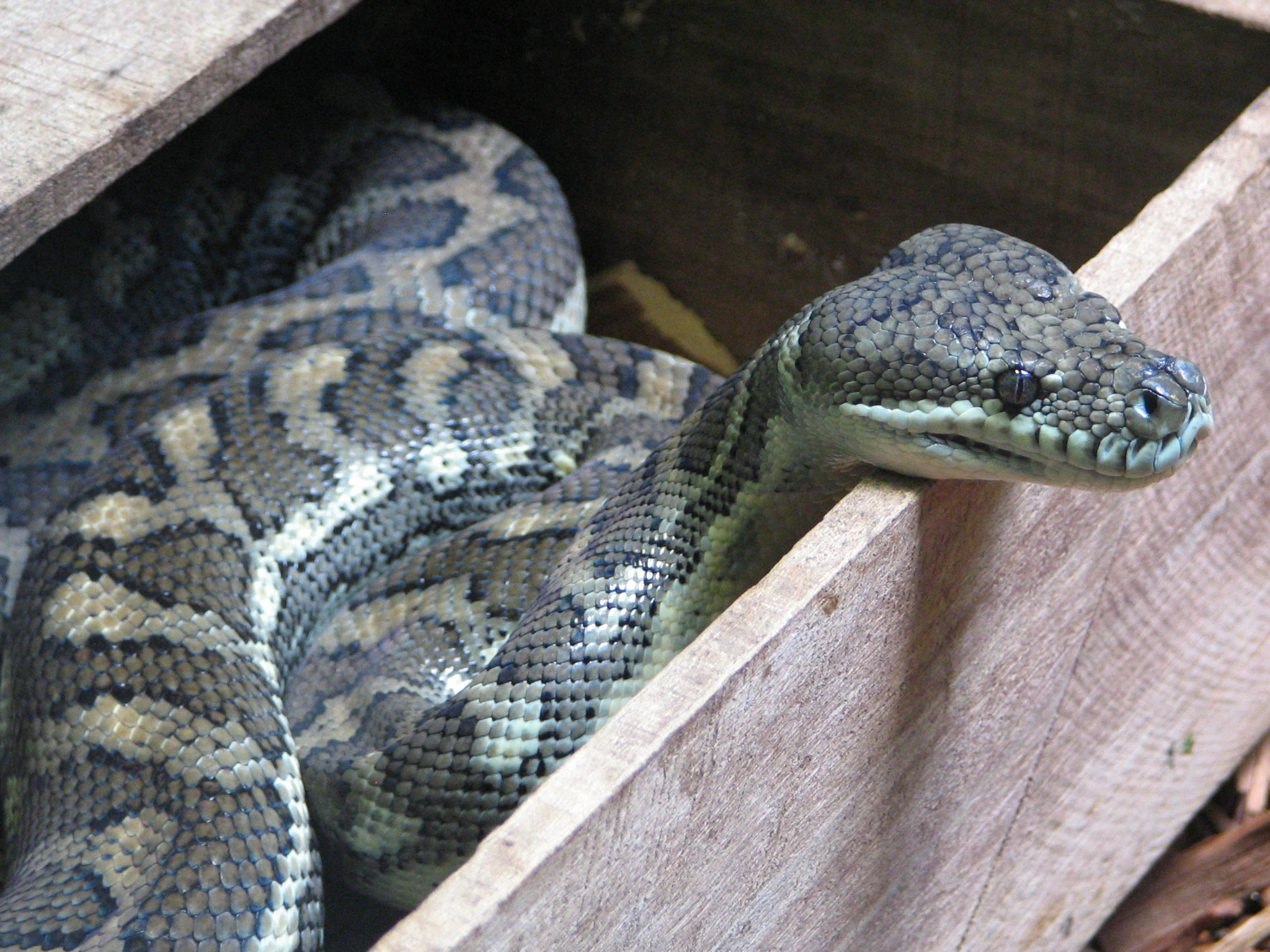
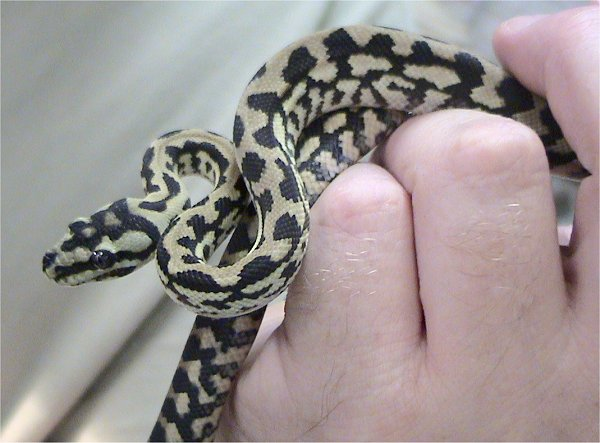
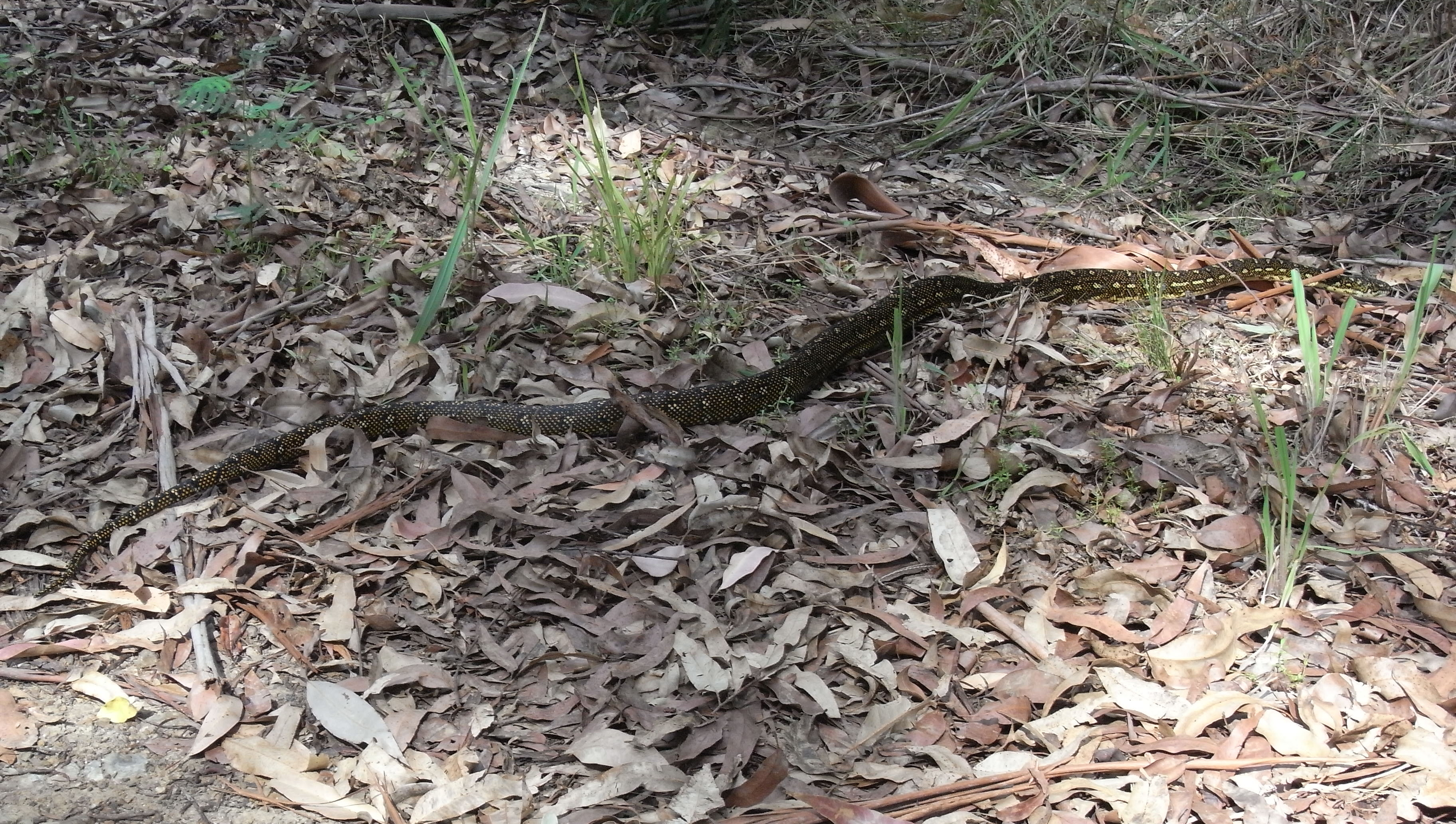
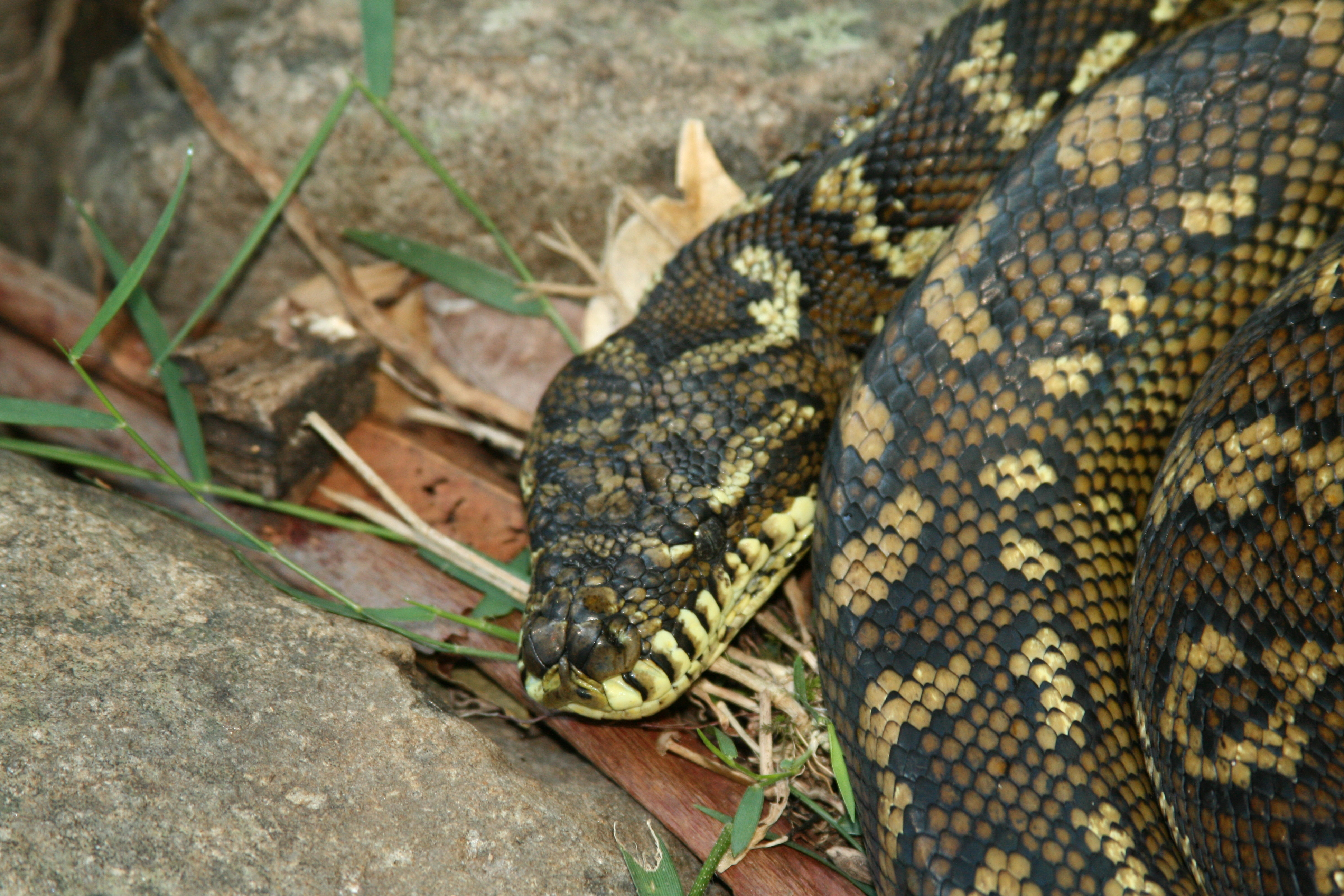
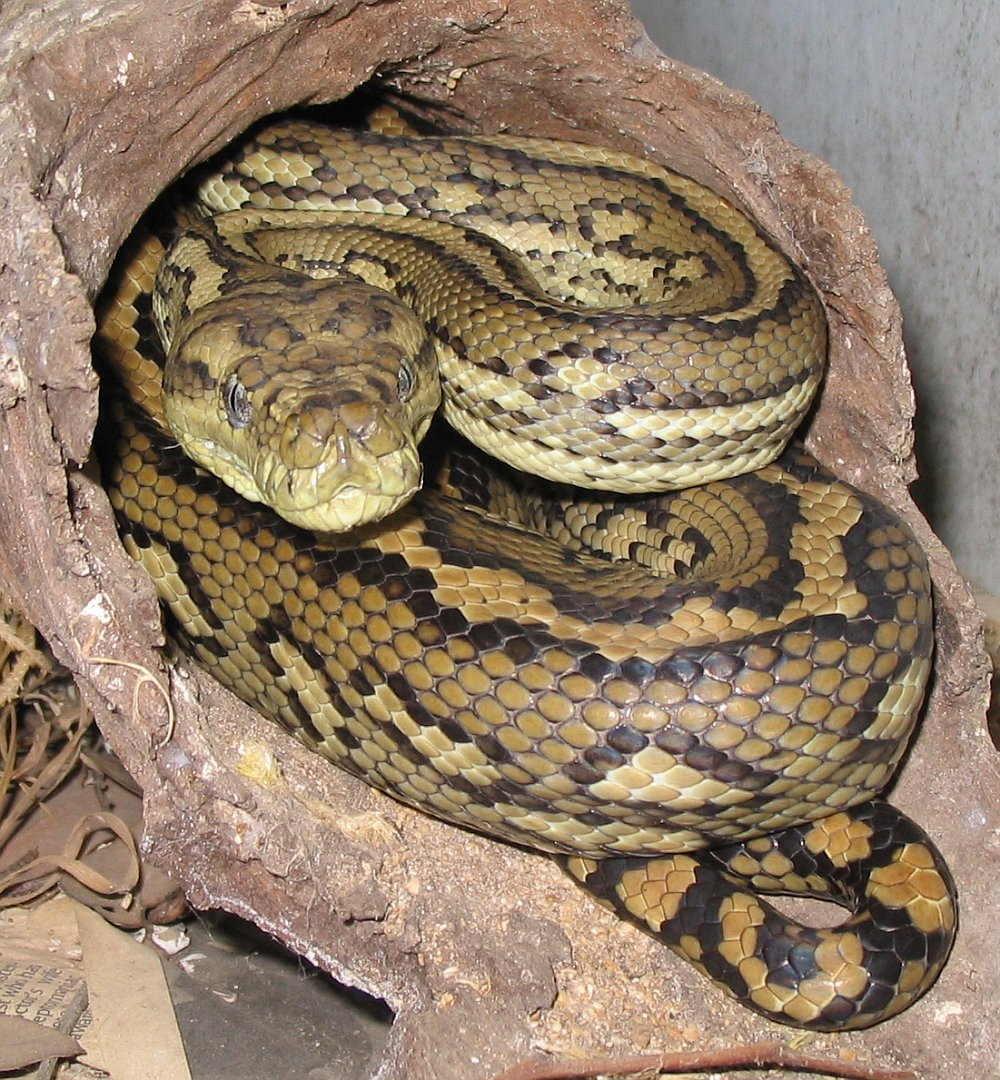

## Mô tả
Morelia spilota là một loài trăn lớn trong chi, đạt chiều dài từ 2 đến 4 m và nặng tới 15 kg. M. s. mcdowelli là phân loài lớn nhất, thường xuyên đạt chiều dài 2,7–3 m. M. s. variegata là phân loài nhỏ nhất, thường có chiều dài 120–180 cm. Chiều dài trung bình của cá thể trưởng thành là khoảng 2 m. Tuy nhiên, một con đực 3 tuổi bị giam cầm của phân loài M. s. mcdowelli, được đo ở Ireland, đã được tìm thấy vượt quá 396 cm. Con đực thường nhỏ hơn con cái; ở một số vùng, con cái nặng hơn gấp bốn lần. Đầu là hình tam giác với một lỗ mũi cảm thủ nhiệt dễ nhìn thấy.

## Phân loài
Có 6 phân loài:
- Morelia spilota cheynei
- Morelia spilota imbricata
- Morelia spilota mcdowelli
- Morelia spilota metcalfei
- Morelia spilota spilota
- Morelia spilota harrisoni